# Zarafshon (Stadt)
Zarafshon (kyrillisch Зарафшон; russisch Зарафшан Sarafschan) ist eine kreisfreie Stadt in der usbekischen Viloyat Navoiy, gelegen im Zentrum der Wüste Kysylkum, 200 km nordwestlich von Navoiy auf etwa 400 m Seehöhe. Gemäß der Bevölkerungszählung 1989 hatte Zarafshon damals 46.400 Einwohner, einer Berechnung für 2009 zufolge beträgt die Einwohnerzahl 68.365.

## Entdeckung der Lagerstätte und Stadtgründung
In der Nähe von Zarafshon gibt es bedeutende Uran- und Goldlagerstätten. Nach der Entdeckung dieser Lagerstätten 1965 wurde Zarafshon 1967 gegründet und 1972 zur Stadt erhoben. Der Name der Stadt ist persischen Ursprungs und bedeutet im Usbekischen „golden glänzend“.

## Wirtschaft
Der nierenförmige Tagebau (41° 29′ 44,6″ N, 64° 34′ 36,1″ O) liegt ca. 35 km östlich der Stadt, er erstreckt sich in Ost-West-Richtung über 3 km; die Nord-Süd-Ausdehnung beträgt etwa 1,6 km und die Tiefe ca. 450 m. Die Jahresförderung beträgt fast das Doppelte der Ausbeute des Kolyma-Goldfeldes.
Weiterhin gibt es Verhüttungs- und Textilindustrie.

## Infrastruktur
Zarafshon verfügt über einen Flughafen, Bahnanschluss und liegt an der A379. In Zarafshon dominiert die sowjetische Plattenbauarchitektur, Wasser erhält die Stadt vom 250 km entfernt fließenden Amudarja.

## Freizeitangebote
In Zarafshon beheimatet ist der Fußballverein Qizilqum Zarafshon. Zarafshon verfügt über eine russisch-orthodoxe Kirche, eine Moschee und viele Freizeiteinrichtungen. Von touristischem Interesse ist das Zarafshoner Wüstenmuseum.